# Parafia św. Antoniego Padewskiego w Gnojnie
Parafia pw. Świętego Antoniego Padewskiego w Gnojnie – parafia rzymskokatolicka, należąca do dekanatu Sarnaki, diecezji drohiczyńskiej, metropolii białostockiej.

## Zasięg parafii
Do parafii należą wierni z następujących miejscowości: Antolin, Borsuki, Stary Bubel i Gnojno.

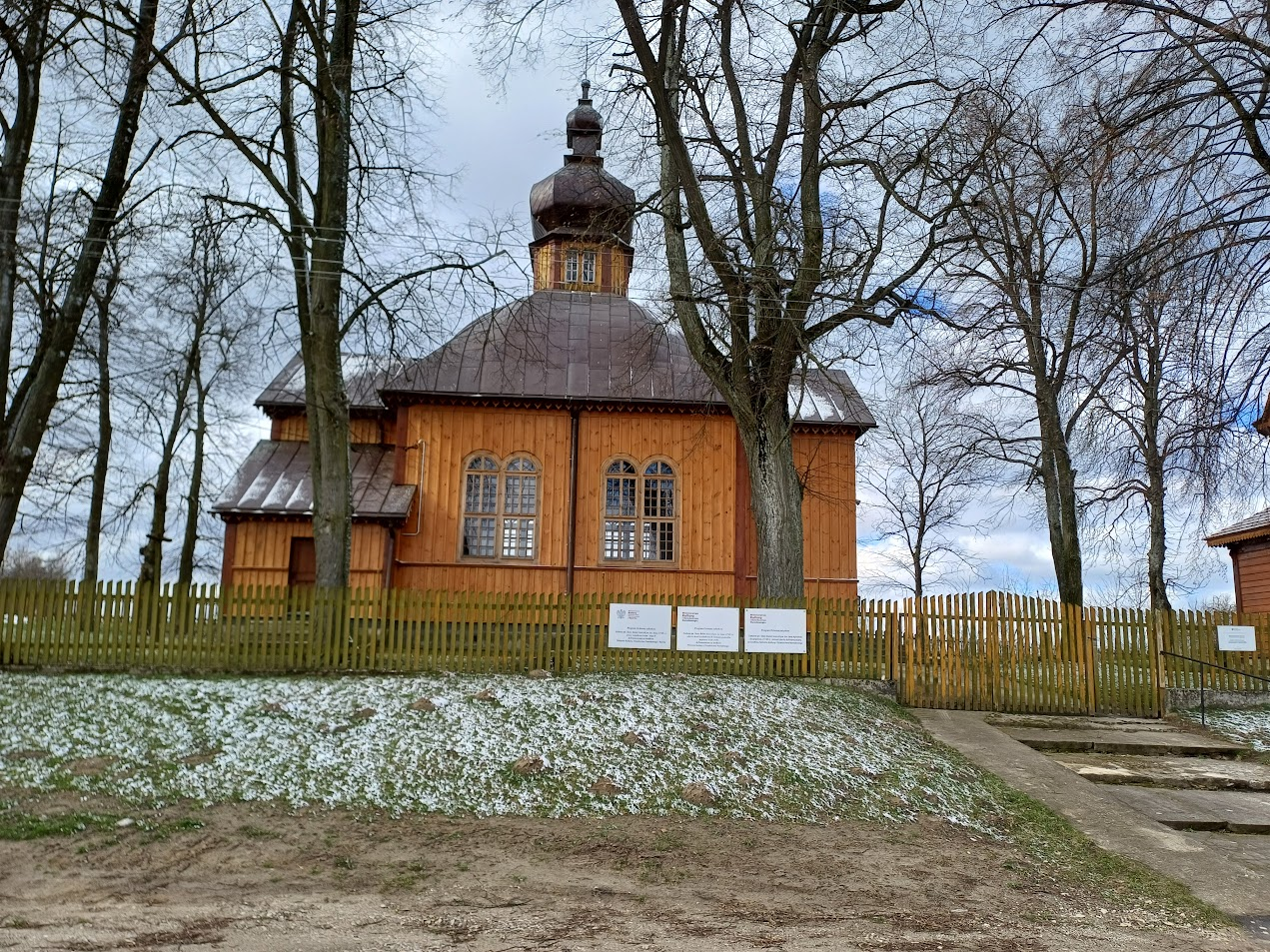
Kościół Św. Jana Ewangelisty (dawna cerkiew) w Starym Bublu